# Голопристанська районна рада
Голопристанська райо́нна ра́да — районна рада Голопристанського району Херсонської області. Адміністративний центр — місто обласного значення Гола Пристань.

## Склад ради
Загальний склад ради: 44 депутати.

### Голова
Соловйов Віталій Олександрович (нар. 1982) — голова Голопристанської районної ради від 6 листопада 2015 року.

#### Голови районної ради (з 2006 року)
| ПІБ                            | Основні відомості                                                                                              | Дата обрання | Дата звільнення |
| ------------------------------ | --- | ------------ | --------------- |
| Кобець Ганна Василівна         | Голова районної ради, 1949 року народження, член ВО «Батьківщина»                                              | 26.03.2006   | 31.10.2010      |
| Попов Геннадій Васильович      | Голова районної ради, 1963 року народження, освіта вища, пройшов у раду за партійним списком «Партії регіонів» | 31.10.2010   | 06.11.2015      |
| Соловйов Віталій Олександрович | Голова районної ради, 1982 року народження, «Блок Петра Порошенка „Солідарність“»                              | 06.11.2015   |                 |

Примітка: таблиця складена за даними джерела